# فولودارسكوغو
فولودارسكوغو (بالروسية: Володарского) هي مدينة في مقاطعة موسكو أوبلاست في روسيا.